# 호셀루
호세 루이스 산마르틴 마토(스페인어: José Luis Sanmartín Mato, 1990년 3월 27일 ~)는 흔히 호셀루(스페인어: Joselu)로 알려진 스페인의 프로 축구 선수로, 현재 카타르 스타스 리그의 알가라파에서 스트라이커로 활약하고 있다.
호셀루는 셀타 비고에서 프로 무대를 처음 경험해 2009년 여름에 레알 마드리드에 입단했다. 그는 2군 소속으로 72경기에 출전해 40골을 넣는 골결정력이 있는 공격수였으나, 1군으로 도약하지 못했고, 결국 2012년 8월에 독일 분데스리가의 호펜하임으로 이적한 뒤 2013-14 시즌에는 아인트라흐트 프랑크푸르트로 임대를 가기도 했다. 이후 하노버로 이적했고, 이듬해 프리미어리그의 스토크 시티와 데포르티보 라코루냐를 거쳐 2017년 8월 16일, £5M의 이적료로 뉴캐슬 유나이티드에 합류했다.

## 유년 시절
호셀루는 서독 슈투트가르트 출신으로, 그의 가족이 스페인의 갈리시아 지방으로 되돌아간 후에 4년 동안 현지의 학교를 다녔었다. 그는 위에 누나 둘을 두고 있다.

## 클럽 경력

### 셀타 비고
2008-09 시즌 세군다 디비시온의 셀타 비고 소속으로 주로 2군 경기에 출전하던 그는 시즌 말 18세의 나이로 두 번의 프로 경기를 치렀다.
시즌이 종료된 후 레알 마드리드로 이적함과 동시에 다시 셀타 비고로 임대되며 한 시즌 더 머물게 된다. 그는 셀타 비고에서 더 많은 출전 기회를 잡았지만 4골을 기록하는데 그쳤고, 구단 또한 리그를 12위로 마쳤다.

### 레알 마드리드

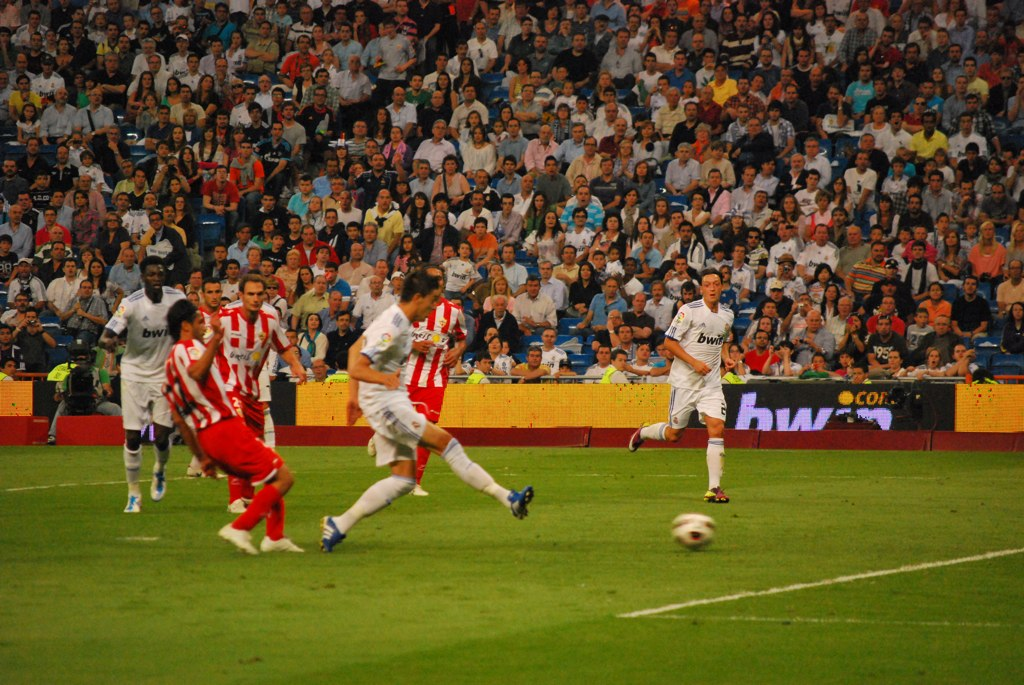
알메리아와의 레알 마드리드 첫 출전 경기에서 골을 넣는 호셀루

2010-11 시즌 레알 마드리드 카스티야에서 알바로 모라타와 함께 가장 많은 득점을 기록하며 주목을 받게 된 그는 2011년 5월 21일, 알메리아와의 홈 경기에서 카림 벤제마와 교체되며 라리가에 데뷔하게 되었고, 그 경기에서 크리스티아누 호날두의 도움을 받아 득점을 기록하며 팀의 8-1 대승에 기여한다.
2011년 12월 20일, 폰페라디나와의 코파 델 레이 경기에서 벤제마와 77분 교체되어 들어가 1군 2번째 경기를 치렀다. 그는 이번에도 득점에 성공했는데, 교체로 투입된 지 2분 만에 4-1로 앞서나가게 하는 골을 기록했고, 경기는 5-1 승리로 종료되었다.
카스티야에서의 2년차에 알베르토 토릴 감독의 주요 공격 자원으로 기용되었고 26골 (정규 시즌 19골, 플레이오프 7골)을 폭격하며 시즌 득점왕에 오르고, 팀을 5년 만에 2부 리그로 올리는 데 성공한다. 그는 이러한 활약으로 다수 유럽 구단의 관심을 불러모으게 된다.

### 호펜하임
2012년 8월 8일, 호펜하임과 4년 계약을 맺었다. 9월 16일, 그는 3-5로 패한 프라이부르크와의 원정 경기에서 30분 출전해 분데스리가 데뷔전을 치렀고, 열흘 후 3-0으로 이긴 슈투트가르트전에서 1호골을 기록했으며, 2012년 10월 19일자 그로이터 퓌르트와의 경기에서는 2골을 추가했다. 그는 25경기에서 5골을 넣었고, 호펜하임은 16위로 리그를 마감해 간신히 강등을 면했다.
2013-14 시즌, 그는 주변 환경에 적응하는 것이 힘들다고 인정하며 같은 분데스리가 소속의 아인트라흐트 프랑크푸르트로 임대를 떠났다. 그는 발트슈타디온 연고 구단의 일원으로 33경기에 출전해 14골을 기록했으며, 소속 구단은 리그를 13위로 마쳤고, UEFA 유로파리그에서는 토너먼트전에 진출했다.

### 하노버
2014년 6월 9일, €5M의 이적료에 하노버와 4년 계약을 맺고 이적했다. 하노버에서의 처음이자 마지막 시즌에 32경기에 출전해 10골을 득점했다.

### 스토크 시티
2015년 6월 16일, 프리미어리그의 스토크 시티로 £5.75M에 둥지를 옮기면서 잉글랜드 1부 리그에서 뛰겠다는 자신의 평생 야망을 실현했다. 8월 15일, 그는 토트넘 홋스퍼와의 원정 경기에서 조너선 월터스와 59분에 교체되어 들어가 데뷔전을 치렀다. 그는 토비 알데르베이럴트에 걸려넘어져 페널티킥을 유도했고, 이를 마르코 아르나우토비치가 골로 연결해 스토크 시티는 0-2로 밀리다가 2-2 무승부를 기록했다. 12월 28일, 같은 국적의 보얀 크르키치와 교체되어 들어간 그는 에버턴과의 경기에서 첫 골을 기록해 자기장이 군단의 4-3 승리에 일조했다. 그는 2015-16 시즌에 스토크 시티 소속으로 27경기를 뛰어 4골을 넣었고, 소속 구단은 9위로 한 해를 마쳤다. 시즌이 막바지로 치닫으면서, 마크 휴스 스토크 시티 감독은 호셀루가 잉글랜드 축구에 적응하는데 좀 시간이 걸렸다고 밝혔다.
2016년 8월 31일, 그는 갈리시아로 돌아가 셀타의 숙적인 데포르티보 라코루냐로 1년 임대를 떠났다. 12월 10일, 전 소속 구단 레알 마드리드와의 경기에서 교체로 들어가 2분 간격으로 2골을 뽑아내 데포르티보에서의 첫 골을 신고했지만 2-3 패배를 막지 못했다. 이후 아킬레스건 부상으로 시즌을 조기에 마무리하기 전까지 데포르티보 소속으로 24경기에 출전해 6골을 기록했다.

### 뉴캐슬 유나이티드
2017년 8월 16일, £5M의 이적료로 프리미어리그의 뉴캐슬 유나이티드와 3년 계약을 체결했다. 2017년 8월 26일, 3-0으로 이긴 웨스트햄 유나이티드와의 홈 경기에서 뉴캐슬에서의 첫 골을 기록했다. 그는 이후 2017년 10월 1일에 리버풀과의 홈 경기에서 2호골을 넣어 1-1 무승부에 일조했다.

## 플레이스타일
그를 예전에 지도했던 마크 휴스 감독은 "기술적으로 능숙한 공격수로...그는 기술적으로 좋은 선수이며, 그는 좋은 능력을 가지고 있으며, 그의 움직임이 마음에 듭니다. 그의 연계 능력은 매우 우수하며, 마무리에서 우리는 훈련으로 잘 다져놓았으며, 저는 매우 흡족합니다. 여러분도 보시다시피 그는 매우 능숙한 선수로, 제 자리를 잡고 기회를 노립니다."라고 말했다.

## 경력 통계
2019년 4월 1일 기준
| 클럽                             | 시즌      | 리그              | 리그 | 리그 | 컵   | 컵 | 리그 컵 | 리그 컵 | 대륙 | 대륙 | 합계 | 합계 |
| 클럽                             | 시즌      | 단계              | 출장 | 골   | 출장 | 골 | 출장    | 골      | 출장 | 골   | 출장 | 골   |
| -------------------------------- | --------- | ----------------- | ---- | ---- | ---- | -- | ------- | ------- | ---- | ---- | ---- | ---- |
| 셀타 비고 B                      | 2008-09   | 세군다 디비시온 B | 21   | 3    | —    | —  | —       | —       | —    | —    | 21   | 3    |
| 셀타 비고                        | 2008-09   | 세군다 디비시온   | 2    | 0    | 0    | 0  | —       | —       | —    | —    | 2    | 0    |
| 셀타 비고                        | 2009-10   | 세군다 디비시온   | 24   | 4    | 4    | 0  | —       | —       | —    | —    | 28   | 4    |
| 셀타 비고                        | 합계      | 합계              | 26   | 4    | 4    | 0  | —       | —       | —    | —    | 30   | 4    |
| 레알 마드리드 B                  | 2010-11   | 세군다 디비시온 B | 36   | 14   | —    | —  | —       | —       | —    | —    | 36   | 14   |
| 레알 마드리드 B                  | 2011-12   | 세군다 디비시온 B | 36   | 26   | —    | —  | —       | —       | —    | —    | 36   | 26   |
| 레알 마드리드 B                  | 합계      | 합계              | 72   | 40   | —    | —  | —       | —       | —    | —    | 72   | 40   |
| 레알 마드리드                    | 2010-11   | 라리가            | 1    | 1    | 0    | 0  | —       | —       | 0    | 0    | 1    | 1    |
| 레알 마드리드                    | 2011-12   | 라리가            | 0    | 0    | 1    | 1  | —       | —       | 0    | 0    | 1    | 1    |
| 레알 마드리드                    | 합계      | 합계              | 1    | 1    | 1    | 1  | —       | —       | 0    | 0    | 2    | 2    |
| 호펜하임                         | 2012-13   | 분데스리가        | 25   | 5    | 0    | 0  | —       | —       | —    | —    | 25   | 5    |
| 아인트라흐트 프랑크푸르트 (임대) | 2013-14   | 분데스리가        | 24   | 9    | 2    | 4  | —       | —       | 7    | 1    | 33   | 14   |
| 하노버                           | 2014-15   | 분데스리가        | 30   | 8    | 2    | 2  | —       | —       | 0    | 0    | 32   | 10   |
| 스토크 시티                      | 2015-16   | 프리미어리그      | 22   | 4    | 2    | 0  | 3       | 0       | —    | —    | 27   | 4    |
| 데포르티보 라코루냐 (임대)       | 2016-17   | 라리가            | 20   | 5    | 4    | 1  | —       | —       | —    | —    | 24   | 6    |
| 뉴캐슬 유나이티드                | 2017-18   | 프리미어리그      | 30   | 4    | 1    | 0  | 1       | 0       | —    | —    | 32   | 4    |
| 뉴캐슬 유나이티드                | 2018-19   | 프리미어리그      | 16   | 2    | 0    | 0  | 1       | 0       | —    | —    | 17   | 2    |
| 경력 합계                        | 경력 합계 | 경력 합계         | 287  | 86   | 15   | 8  | 6       | 0       | 7    | 1    | 314  | 95   |

1. ↑  UEFA 유로파리그 출장 경기 포함